# Internationale Filmfestspiele Berlin 2010

Offizielles Berlinale-Plakat

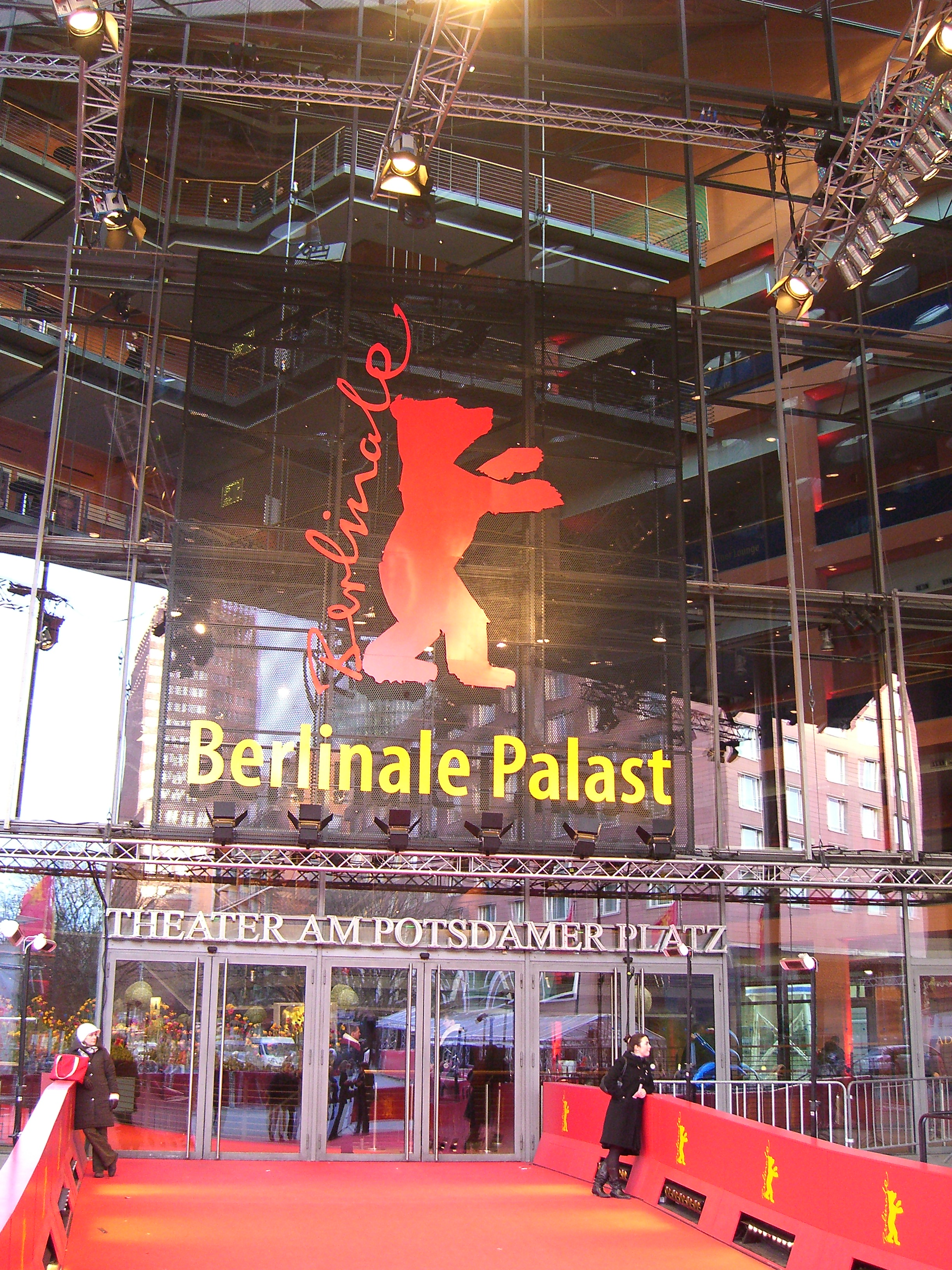
Hauptspielstätte: das Theater am Potsdamer Platz („Berlinale Palast“)

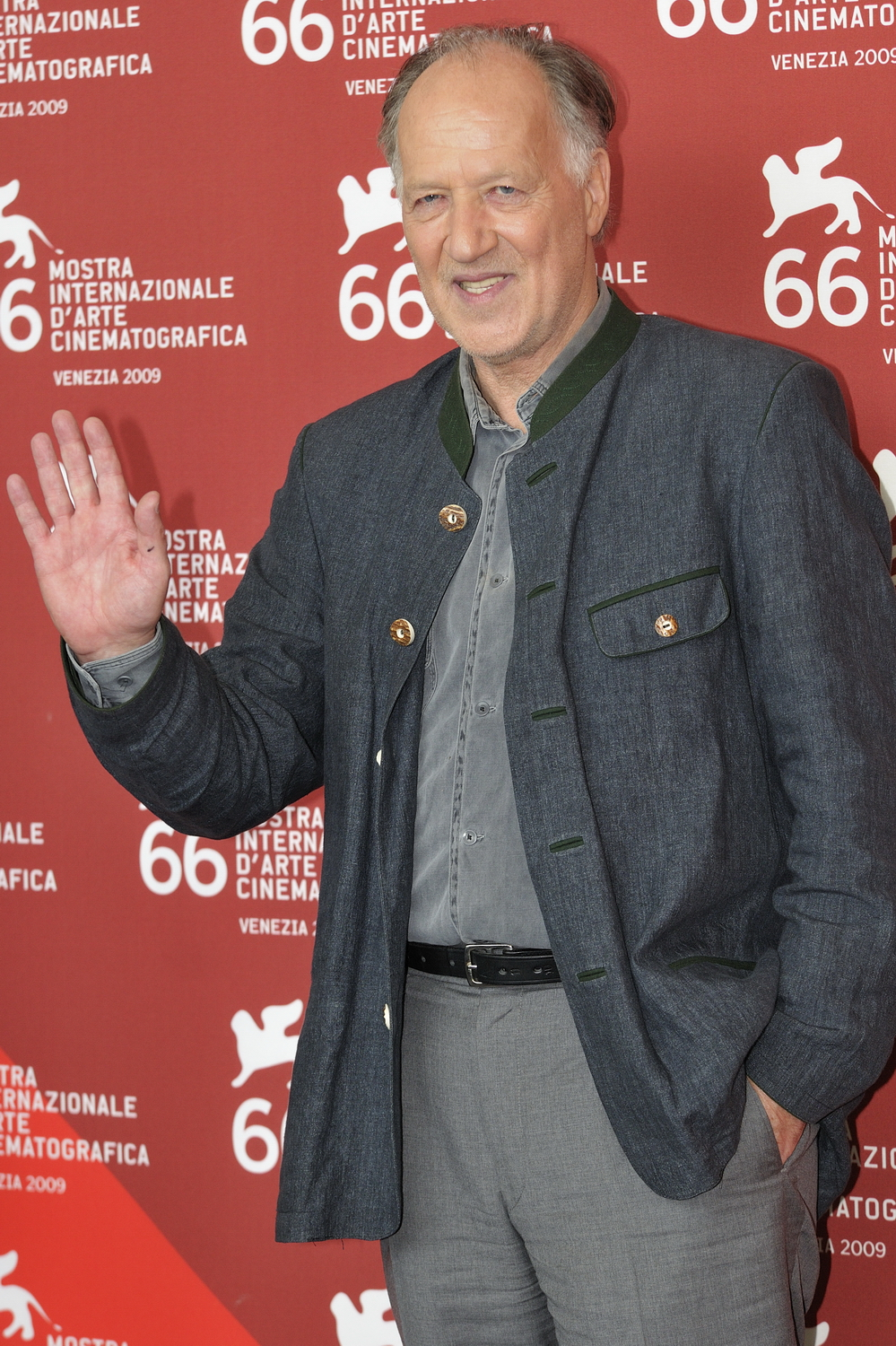
Diesjähriger Jurypräsident: Werner Herzog

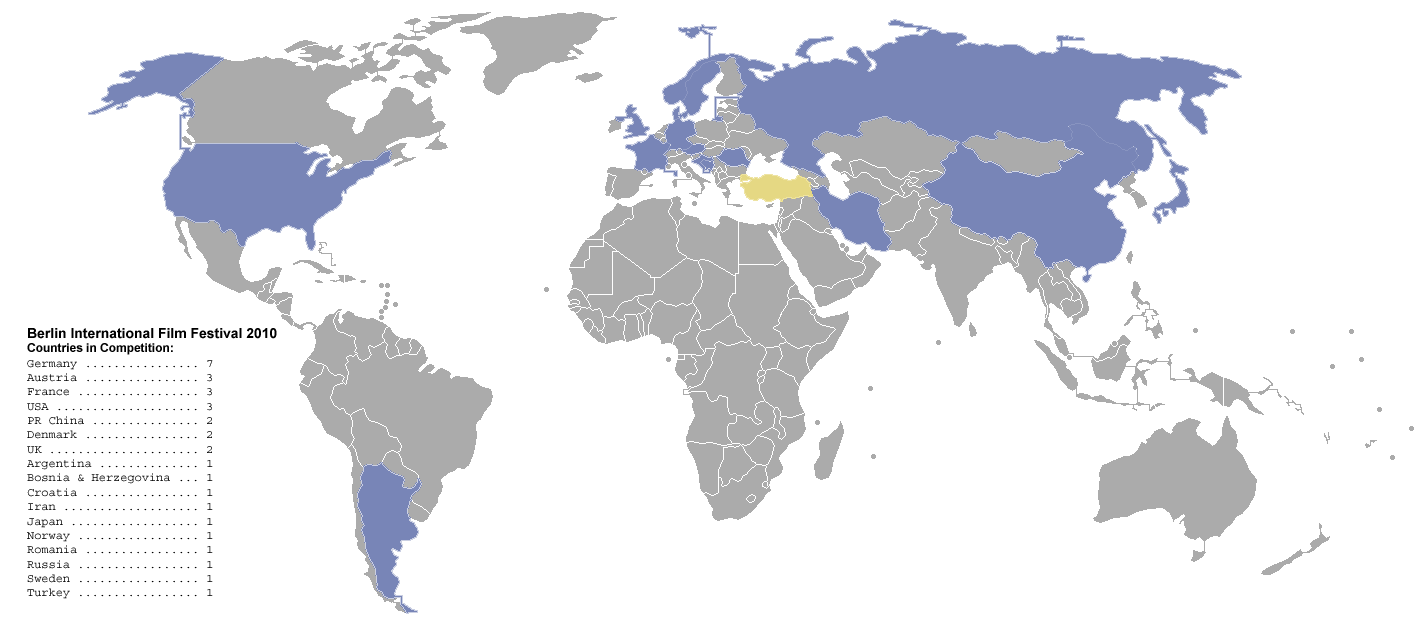
Länder, die im Wettbewerb um den Goldenen Bären vertreten waren (inkl. Koproduktionsländer; gold eingefärbt die Türkei)

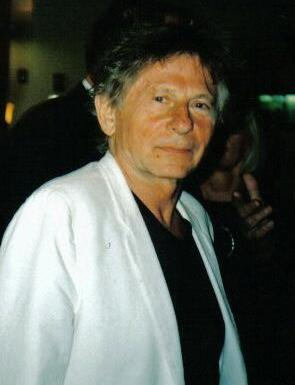
Mit Der Ghostwriter zum vierten Mal im Wettbewerb um den Goldenen Bären vertreten: Roman Polański

Die 60. Internationalen Filmfestspiele Berlin (Berlinale) fanden vom 11. bis 21. Februar 2010 statt.
Eröffnet wurde das Filmfestival mit Wang Quan’ans Wettbewerbsbeitrag Tuan Yuan. Als Abschlussfilm wurde der außer Konkurrenz laufende japanische Beitrag Otouto von Yōji Yamada ausgewählt. Der Hauptpreis des Festivals, der Goldene Bär, wurde an den türkisch-deutschen Beitrag Bal von Semih Kaplanoğlu verliehen. Mit 282.000 verkauften Tickets wurde nach Angaben der Veranstalter ein neuer Besucherrekord aufgestellt.
Mit 6241 Produktionen waren mehr Filme als je zuvor für das Festival eingereicht worden. Von diesen wurden 392 Filme aus 58 Produktionsländern ausgewählt und in 866 Vorführungen gezeigt. 84 Filme entstanden mit deutscher Beteiligung, 123 Projekte stammten von Regisseurinnen. Die 17 Spielstätten waren über die Berliner Innenstadtbezirke verteilt. Hinzu kamen zehn ebenfalls über die gesamte Stadt verteilte Programm-Kinos, die im Rahmen der neu eingeführten Reihe „Berlinale goes Kiez“ Filme aus verschiedenen Sektionen präsentierten. Parallel zu den Filmfestspielen fand der European Film Market mit 970 Vorführungen statt.
Zum 60. Jubiläum der Filmfestspiele war unter anderem eine Kunstinstallation am Brandenburger Tor zu sehen und eine fast vollständig rekonstruierte Fassung von Fritz Langs Spielfilm Metropolis (1927) wurde uraufgeführt. Bereits als Gewinner standen die Schauspielerin Hanna Schygulla und der Filmemacher Wolfgang Kohlhaase fest, die mit dem Goldenen Ehrenbären für ihr Lebenswerk ausgezeichnet wurden. Mit der Berlinale Kamera wurden Yōji Yamada, Erika und Ulrich Gregor (Gründer der Berlinale-Filmreihe Forum) sowie die Berlinale-Bär-Gießerei Noack geehrt.
Das offizielle Festivalplakat wurde Anfang Januar 2010 vorgestellt. Die Grafik setzt sich aus einer chronologischen Liste von circa 15.000 Filmtiteln zusammen, die in den vergangenen sechs Jahrzehnten in den verschiedenen Sektionen des Filmfestivals aufgeführt wurden.

## Offizielle Sektionen

### Internationaler Wettbewerb

#### Internationale Jury
Als Jurypräsident der diesjährigen Berlinale wurde Mitte November 2009 Werner Herzog präsentiert. Herzog, der 1968 mit Lebenszeichen und 1979 mit Nosferatu – Phantom der Nacht am Wettbewerb teilnahm, zählt zu den Filmemachern, die dem neuen deutschen Film in den 1970er-Jahren zu Anerkennung verhalfen. Zuletzt hatte er im September 2009 für Aufmerksamkeit gesorgt – als erster Regisseur war er mit zwei Werken im Wettbewerb der 66. Filmfestspiele von Venedig vertreten.
Herzog standen sechs Jurymitglieder zur Seite. Es handelte sich fast ausschließlich um Filmschaffende:
- Francesca Comencini – italienische Filmregisseurin (Preis der Ökumenischen Jury 2004 für Mi piace lavorare – Mobbing)
- Nuruddin Farah – somalischer Schriftsteller
- Cornelia Froboess – deutsche Schauspielerin
- José María Morales – spanischer Filmproduzent (produzierte unter anderem den letztjährigen Goldenen-Bären-Gewinner Eine Perle Ewigkeit)
- Yu Nan – chinesische Schauspielerin
- Renée Zellweger – US-amerikanische Schauspielerin

#### Filme
Am 15. Dezember 2009 wurden die ersten sieben von 26 Wettbewerbsfilmen bekannt gegeben, darunter 18 Weltpremieren. Am 20. Januar 2010 folgten weitere 18 Filme, am 1. Februar wurde der Wettbewerb mit dem außerhalb Konkurrenz laufenden Dokumentarfilm Exit Through the Gift Shop komplettiert. Festivaldirektor Dieter Kosslick sprach davon, dass der 60. Wettbewerb von „einem Mix der Stile und Genres geprägt“ und mit Newcomern und bekannten Filmemachern aufwarten werde.
Unter den 20 Anwärtern auf den Goldenen Bären, den Hauptpreis des Festivals, waren mit Roman Polański (Wenn Katelbach kommt…, 1966), Wang Quan’an (Tuyas Hochzeit, 2007), Michael Winterbottom (In This World – Aufbruch ins Ungewisse, 2003), Jasmila Žbanić (Esmas Geheimnis – Grbavica, 2006) und Zhang Yimou (Rotes Kornfeld, 1988) fünf frühere Gewinner vertreten. Elf Produktionen stammten von Regisseuren, die zum ersten Mal eine Einladung in den Wettbewerb erhielten. Polańskis europäischer Thriller Der Ghostwriter stellte einen Autor in den Mittelpunkt, der beim Verfassen der Memoiren eines früheren britischen Premierministers gefährliche Machenschaften aufdeckt. Wang erzählte in Tuan Yuan von einem Soldaten, der im Jahr 1949 vor Mao Zedongs Militärs nach Taiwan flieht und seine Geliebte erst Jahrzehnte später wiedertrifft, während sich Winterbottom im Thriller The Killer Inside Me einem texanischen Gesetzeshüter annahm, der als Mörder demaskiert wird. Žbanić widmete sich in Na Putu einem jungen Ehepaar aus Sarajevo. Während die Frau ein Kind erwartet, schließt sich ihr Ehemann einer islamistischen Gruppierung an. Zhang Yimou berichtete in seinem Drama San qiang pai an jing qi von einem Nudel-Restaurant-Besitzer, der plant, sich seiner ehebrecherischen Frau und deren Geliebten zu entledigen.
Die drei deutschsprachigen Wettbewerbsbeiträge waren Der Räuber von Benjamin Heisenberg, Oskar Roehlers Jud Süß – Film ohne Gewissen sowie Burhan Qurbanis Shahada. In Heisenbergs deutsch-österreichischer Koproduktion schlüpfte Andreas Lust in die Rolle des österreichischen Kriminellen Johann Kastenberger (1958–1988). Roehler, nach 2003 und 2006 zum dritten Mal im Wettbewerb um den Goldenen Bären vertreten, dramatisierte die Entstehung des antisemitischen Propagandafilms Jud Süß (1940) mit Tobias Moretti als Titelheld Ferdinand Marian und Moritz Bleibtreu als Joseph Goebbels. Der deutsch-afghanische Regisseur Burhan Qurbani widmete sich in seinem ersten Spielfilm den Schicksalen dreier Muslime in Berlin, deren Geschichten sich im Fastenmonat Ramadan zutragen.
Die Eröffnungsgala und Preisverleihung wurde von Anke Engelke moderiert. Eröffnet wurde der Wettbewerb mit Tuan Yuan von Wang Quan’an. Abschlussfilm war der außer Konkurrenz laufende japanische Beitrag Otouto von Yōji Yamada.
| Film                                | Regie                               | Land                                                       | Darsteller (Auswahl)                                         |
| ----------------------------------- | ----------------------------------- | ---------------------------------------------------------- | ------------------------------------------------------------ |
| Bal – Honig                         | Semih Kaplanoğlu                    | Türkei, Deutschland                                        | Bora Altaş, Erdal Beşikçioğlu, Tülin Özen                    |
| Caterpillar                         | Kōji Wakamatsu                      | Japan                                                      | Shinobu Terajima, Shima Ohnishi                              |
| Eine Familie                        | Pernille Fischer Christensen        | Dänemark                                                   | Jesper Christensen, Lene Maria Christensen, Pilou Asbæk      |
| Getrennt zusammen                   | Wang Quan’an                        | Volksrepublik China                                        | Lisa Lu, Ling Feng, Xu Caigen, Monica Mo                     |
| Der Ghostwriter                     | Roman Polański                      | Frankreich, Deutschland, Vereinigtes Königreich            | Ewan McGregor, Pierce Brosnan, Olivia Williams, Kim Cattrall |
| Greenberg                           | Noah Baumbach                       | USA                                                        | Ben Stiller, Greta Gerwig, Rhys Ifans, Jennifer Jason Leigh  |
| How I Ended This Summer             | Alexei Popogrebski                  | Russland                                                   | Grigori Dobrygin, Sergei Puskepalis                          |
| Howl – Das Geheul                   | Rob Epstein, Jeffrey Friedman       | USA                                                        | James Franco, Jon Hamm, David Strathairn, Mary-Louise Parker |
| Jud Süß – Film ohne Gewissen        | Oskar Roehler                       | Deutschland, Österreich                                    | Tobias Moretti, Martina Gedeck, Moritz Bleibtreu             |
| The Killer Inside Me                | Michael Winterbottom                | USA, Großbritannien                                        | Casey Affleck, Jessica Alba, Kate Hudson                     |
| Mammuth                             | Benoît Delépine, Gustave de Kervern | Frankreich                                                 | Gérard Depardieu, Yolande Moreau, Isabelle Adjani            |
| Ein Mann von Welt                   | Hans Petter Moland                  | Norwegen                                                   | Stellan Skarsgård, Jannike Kruse Jåtog, Jan Gunnar Røise     |
| Rompecabezas                        | Natalia Smirnoff                    | Argentinien, Frankreich                                    | María Onetto, Gabriel Goity, Arturo Goetz                    |
| Der Räuber                          | Benjamin Heisenberg                 | Österreich, Deutschland                                    | Andreas Lust, Franziska Weisz                                |
| Shahada                             | Burhan Qurbani                      | Deutschland                                                | Maryam Zaree, Carlo Ljubek, Jerry Hoffmann                   |
| Submarino                           | Thomas Vinterberg                   | Dänemark                                                   | Jakob Cedergren, Peter Plaugborg, Patricia Schumann          |
| Wenn ich pfeifen möchte, pfeife ich | Florin Șerban                       | Rumänien, Schweden                                         | George Piştereanu, Ada Condeescu, Clara Voda                 |
| A Woman, a Gun and a Noodle Shop    | Zhang Yimou                         | Volksrepublik China                                        | Sun Honglei, Xiao Shenyang, Yan Ni                           |
| Zeit des Zorns                      | Rafi Pitts                          | Deutschland, Iran                                          | Rafi Pitts, Mitra Hajjar, Ali Nicksaulat                     |
| Zwischen uns das Paradies           | Jasmila Žbanić                      | Bosnien und Herzegowina, Österreich, Deutschland, Kroatien | Zrinka Cvitešić, Leon Lučev, Mirjana Karanović               |

Außer Konkurrenz
Außer Konkurrenz liefen im Wettbewerbsprogramm folgende Filme:
- Exit Through the Gift Shop – Regie: Banksy (Dokumentarfilm)
- The Kids Are All Right – Regie: Lisa Cholodenko (mit Julianne Moore, Annette Bening, Mark Ruffalo)
- My Name Is Khan – Regie: Karan Johar (mit Shah Rukh Khan, Kajol)
- Otōto – Regie: Yōji Yamada (mit Sayuri Yoshinaga, Tsurube Shofukutei, Yū Aoi)
- Please Give – Regie: Nicole Holofcener (mit Catherine Keener, Amanda Peet, Oliver Platt, Rebecca Hall)
- Shutter Island – Regie: Martin Scorsese (mit Leonardo DiCaprio, Mark Ruffalo, Michelle Williams)

### Preisträger
- Goldener Bär: Bal – Honig von Semih Kaplanoğlu
- Silberner Bär – Großer Preis der Jury: Wenn ich pfeife, pfeife ich von Florin Șerban
- Silberner Bär – Beste Regie: Roman Polański (Der Ghostwriter)
- Silberner Bär – Bester Darsteller: Grigori Dobrygin und Sergei Puskepalis (How I Ended This Summer)
- Silberner Bär – Beste Darstellerin: Shinobu Terajima (Caterpillar)
- Silberner Bär – Bestes Drehbuch: Wang Quan’an und Na Jin (Getrennt zusammen)
- Silberner Bär – Herausragende künstlerische Leistung: Pavel Kostomarov (How I Ended This Summer)

- Alfred-Bauer-Preis: Wenn ich pfeife, pfeife ich von Florin Șerban
- Preis für das beste Erstlingswerk: Sebbe von Babak Najafi

### Preise der unabhängigen Jurys
- DFJW-Preis „Dialogue en perspective“: Lebendkontrolle von Florian Schewe (mit Gerdy Zint und Franziska Jünger); Lobende Erwähnung: Portraits deutscher Alkoholiker von Carolin Schmitz
- Preis der Gilde deutscher Filmkunsttheater: Shahada von Burhan Qurbani
- Preis der Ökumenischen Jury (Wettbewerb): Bal von Semih Kaplanoğlu; Panorama: Kawasakiho ruze von Jan Hrebejk; Forum: Aisheen (Still Alive in Gaza) von Nicolas Wadimoff
- Amnesty International Filmpreis: Son Of Babylon von Mohamed Al-Daradji und Waste Land von Lucy Walker
- FIPRESCI-Preis: Eine Familie von Pernille Fischer Christensen
- Friedensfilmpreis: Son Of Babylon von Mohamed Al-Daradji
- Leserpreis der Berliner Morgenpost: En ganske snill mann von Hans Petter Moland
- Femina-Film-Preis: Reinhild Blaschke für Szenenbild in Im Schatten von Thomas Arslan

### Panorama
Die Sektion Panorama wurde zum 31. Mal veranstaltet und widmet sich dem internationalen Film (vorzugsweise Arthouse-Kino und Autorenfilm). 2010 wurden 54 Spiel- und Dokumentarfilme gezeigt. Im Rahmen der Sektion wurde am 21. Februar 2010 erneut der PanoramaPublikumsPreis vergeben, der an Waste Land verliehen wurde. Ein zweiter und ein dritter Platz gingen an Budrus beziehungsweise Daniel Schmid – Le chat qui pense.
Hauptprogramm
- Barriere von Andreas Kleinert (Deutschland)
- Due Vite per caso (One life maybe two) von Alessandro Aronadio (Italien)
- Fucking Different São Paulo von Rodrigo Diaz Diaz, Luiz René Guerra, Sabrina Greve, Joana Galvão, Monica Palazzo, Max Julien, Ricky Mastro, René Guerra, Silvia Lourenço, Gustavo Vinagre, Herman Barck, Luciana Lemos, Elzemann Neves (Deutschland, Brasilien)
- Propawschi bes westi (Missing Man) von Anna Fenchenko (Russland)
- The Owls von Cheryl Dunye (Vereinigte Staaten)
- Wesseltschaki (Jolly Fellows) von Feliks Michailow (Russland)
- Zona Sur (Southern District) von Juan Carlos Valdivia (Bolivien)

Panorama Special
- Bróder! (Broder!) von Jeferson De (Brasilien)
- Die Fremde (When We Leave) von Feo Aladağ (Deutschland)
- Männer al dente (Mine vaganti) von Ferzan Özpetek (Italien)
- Monga – Gangs of Taipeh von Doze und Niu Chen-Zer (Taiwan)
- Open von Jake Yuzna (Vereinigte Staaten)
- Paha perhe (Bad Family) von Aleksi Salmenperä (Finnland)
- Red Hill von Patrick Hughes (Australien)
- Reinventing Robert Axle von Trent Cooper (Vereinigte Staaten)
- Welcome to the Rileys von Jake Scott (Vereinigte Staaten)

Panorama Dokumente
- Arias With A Twist von Bobby Sheehan (Vereinigte Staaten)
- Blank City von Céline Danhier (Vereinigte Staaten)
- Budrus von Julia Bacha (Vereinigte Staaten)
- Cuchillo de palo (108) von Renate Costa (Spanien)
- Daniel Schmid – Le chat qui pense von Pascal Hofmann und Benny Jaberg (Schweiz)
- David wants to fly von David Sieveking (Deutschland, Österreich, Schweiz)
- Friedensschlag – Das Jahr der Entscheidung (To Fight For – The Year of Decision) von Gerardo Milsztein (Deutschland)
- Fritz Bauer – Tod auf Raten (Death By Instalments) von Ilona Ziok (Deutschland)
- I Shot My Love von Tomer Heymann (Israel, Deutschland)
- New York Memories von Rosa von Praunheim (Deutschland)
- Red, White & The Green von Nader Davoodi (Iran)
- Rock Hudson – Dark And Handsome Stranger von Andrew Davies und André Schäfer (Deutschland)
- Shtikat Haarchion (A Film Unfinished) von Yael Hersonski (Israel)

Panorama Vorfilme
- Covered von John Greyson (Kanada)
- Herbert White von James Franco (Vereinigte Staaten)
- Last Address von Ira Sachs (Vereinigte Staaten)
- The Feast Of Stephen von James Franco (Vereinigte Staaten)

#### Weitere Filme im Hauptprogramm (inkl. Panorama Spezial)
| Filmtitel                            | Regie                              | Produktionsland | Darsteller (Auswahl)                                    |
| ------------------------------------ | ---------------------------------- | --- | ------------------------------------------------------- |
| Amphetamine                          | Scud                               | Hongkong, China | Thomas Price, Byron Pang, Winnie Leung                  |
| L’arbre et la forêt (Family Tree)    | Olivier Ducastel Jacques Martineau | Frankreich | Guy Marchand, Françoise Fabian, Sabrina Seyvecou        |
| Besouro                              | João Daniel Tikhomiroff            | Brasilien | Aílton Carmo, Jessica Barbosa, Anderson Santos de Jesus |
| Blutsfreundschaft (Initiation)       | Peter Kern                         | Österreich | Helmut Berger, Harry Lampl, Melanie Kretschmann         |
| Golden Slumber                       | Yoshihiro Nakamura                 | Japan | Masato Sakai, Yūko Takeuchi, Hidetaka Yoshioka          |
| Just Another Love Story              | Kaushik Ganguly Rituparno Ghosh    | Indien | Rituparno Ghosh, Indraneel Sengupta, Chapal Bhaduri     |
| Kawasakiho ruze (Kawasaki’s Rose)    | Jan Hřebejk                        | Tschechische Republik                                                                                                  | Daniela Kolářová, Martin Huba, Lenka Vlasákova          |
| Kosmos                               | Reha Erdem                         | Türkei, Bulgarien | Sermet Yesil, Türkü Turan, Hakan Altuntas               |
| El mal ajeno                         | Óskar Santos Gómez                 | Spanien | Eduardo Noriega, Belén Rueda                            |
| The Man Who Sold The World           | Swel Noury Imad Noury              | Marokko | Said Bey, Fehd Benchemsi, Audrey Marnay                 |
| Nacidas para sufrir (Born To Suffer) | Miguel Albaladejo                  | Spanien | Adriana Ozores, Petra Martínez, Malena Alterio          |
| Parade                               | Isao Yukisada                      | Japan | Tatsuya Fujiwara, Karina, Shihori Kanjiya               |
| Phobidilia                           | Doron Paz Yoav Paz                 | Israel | Ofer Shechter, Efrat Baumwald, Shlomo Bar Shavit        |
| Plein sud (Going South)              | Sébastien Lifshitz                 | Frankreich | Yannick Renier, Léa Seydoux, Nicole Garcia              |
| Por tu culpa (It’s Your Fault)       | Anahí Berneri                      | Argentinien, Frankreich                                                                                                | Erica Rivas, Ruben Viani, Nicasio Galán                 |
| Sex & Drugs & Rock & Roll            | Mat Whitecross                     | Vereinigtes Königreich                                                                                                 | Andy Serkis, Naomie Harris, Olivia Williams             |
| Son Of Babylon                       | Mohamed Al-Daradji                 | Irak, Vereinigtes Königreich, Frankreich, Vereinigte Arabische Emirate, Niederlande, Ägypten, Palästinensische Gebiete | Yassir Talib, Shazada Hussein, Bashir Al-Majid          |
| The Man Who Sold The World           | Swel Noury Imad Noury              | Marokko | Said Bey, Fehd Benchemsi, Audrey Marnay                 |
| Yeobaewoodle (The Actresses)         | E J-Yong                           | Korea | Yoon Yeo-jeong, Lee Mi-sook, Ko Hyun-joung              |

#### Panorama Dokumente
| Filmtitel | Regie                       | Produktionsland                   |
| --- | --------------------------- | --------------------------------- |
| Alle meine Stehaufmädchen – Von Frauen, die sich was trauen (All My Tumbler Girls Or All About Women Who Dare To...) | Lothar Lambert              | Deutschland                       |
| Beautiful Darling: The Life And Times Of Candy Darling, Andy Warhol Superstar                                        | James Rasin                 | Vereinigte Staaten                |
| Hazman havarod (Gay Days)                                                                                            | Yair Qedar                  | Israel                            |
| Making The Boys | Crayton Robey               | Vereinigte Staaten                |
| Postcard to Daddy | Michael Stock               | Deutschland                       |
| Waste Land | Lucy Walker                 | Vereinigtes Königreich, Brasilien |
| Wiegenlieder (Lullaby)                                                                                               | Tamara Trampe Johann Feindt | Deutschland                       |

### Perspektive Deutsches Kino
Die Sektion Perspektive Deutsches Kino wurde zum neunten Mal veranstaltet und zeigt aktuelle deutsche Dokumentar- und Spielfilmproduktionen. Eröffnet wurde die Reihe, in der 14 Filme vertreten waren, mit Renn, wenn du kannst von Dietrich Brüggemann. Um die Auswahl kümmerte sich der scheidende Sektionsleiter Alfred Holighaus, der 2010 in die Geschäftsführung des Filmfestivals wechselt.
| Filmtitel                       | Regie                            | Darsteller (Auswahl)                                            |
| ------------------------------- | -------------------------------- | --------------------------------------------------------------- |
| Alle meine Väter                | Jan Raiber                       | Dokumentarfilm                                                  |
| Bedways                         | RP Kahl                          | Miriam Mayet, Matthias Faust, Laura Tonke, Arno Frisch          |
| The Boy Who Wouldn’t Kill       | Linus de Paoli                   | Pit Bukowski                                                    |
| Cindy liebt mich nicht          | Hannah Schweier                  | Clemens Schick, Anne Schäfer, Peter Weiss                       |
| Frauenzimmer                    | Saara Waasner                    | Dokumentarfilm                                                  |
| Glebs Film                      | Christian Hornung                | Dokumentarfilm                                                  |
| Die Haushaltshilfe              | Anna Hoffmann                    | Dokumentarfilm                                                  |
| Hollywood Drama                 | Sergej Moya                      | Clemens Schick, Carlo Ljubek                                    |
| Jessi                           | Mariejosephin Schneider          |                                                                 |
| Lebendkontrolle                 | Florian Schewe                   | Gerdy Zint, Eddy Kante, Franziska Jünger                        |
| Narben im Beton                 | Juliane Engelmann                | Carmen Birk, Stefan Riedner                                     |
| Portraits deutscher Alkoholiker | Carolin Schmitz                  | Dokumentarfilm                                                  |
| Renn, wenn du kannst            | Dietrich Brüggemann              | Robert Gwisdek, Jacob Matschenz                                 |
| WAGs                            | Joachim Dollhopf Evi Goldbrunner | Vesela Kazakova, Sonja Gerhardt, Gordon Schmidt, Alen Hebilovic |

### Generation
Diese Berlinale-Sektion zeigt seit 1978 für Kinder und Jugendliche geeignete internationale Filmproduktionen. Als Auszeichnung wurde je ein Gläserner Bär von einer Jury an einen Spielfilm und eine Dokumentation vergeben. In dieser sind die Filmemacher und ehemaligen Preisträger Philippe Falardeau (Kanada), Kylie du Fresne (Australien), Hana Makhmalbaf (Iran) sowie die Deutsche Margret Albers, Leiterin des Kinderfilmfestivals Goldener Spatz, und der Drehbuchautor und Produzent Rowan O’Neill (Irland) vertreten.
Die Sektionsleitung oblag im Jahr 2010 Maryanne Redpath. Insgesamt fanden 56 Kurz- und Langfilme Aufnahme. Der indisch-amerikanische Beitrag Road, Movie eröffnete den Wettbewerb Generation 14plus. Mit der Dokufiktion Alamar startete die Generation Kplus.
Die Jury der Generation 14plus vergab den Gläsernen Bären für den besten Film an Neukölln Unlimited von Agostino Imondi und Dietmar Ratsch. Eine Lobende Erwähnung erhielt Dooman River von Zhang Lu. Den Gläsernen Bären für den besten Kurzfilm erhielt der iranische Beitrag Az Bad Beporsid von Batin Ghobadi. Eine Lobende Erwähnung erhielt Ønskebørn der Dänin Birgitte Stærmose.

#### Generation Kplus
Spielfilme
- Alamar (To The Sea) von Pedro González Rubio (Mexiko)
- Bestevenner (Rafiki) von Christian Lo (Norwegen)
- Boy von Taika Waititi (Neuseeland)
- Iep! (Eep!) von Mieke de Jong (Niederlande, Belgien)
- Knerten von Åsleik Engmark (Norwegen)
- La Pivellina von Tizza Covi und Rainer Frimmel (Österreich, Italien)
- Shui Yuet Sun Tau (Echoes of the Rainbow) von Alex Law (Hongkong, China)
- Sukunsa viimeinen (Pudana – Last of the Line) von Anastasia Lapsui und Markku Lehmuskallio (Finnland)
- Superbror (Superbrother) von Birger Larsen (Dänemark)
- Susa von Rusudan Pirveli (Georgien)
- This Way of Life von Thomas Burstyn (Neuseeland, Kanada)
- Uchu Show e Yokoso (Welcome to THE SPACE SHOW) von Koji Masunari (Japan)
- Yeo-haeng-ja (A Brand New Life) von Ounie Lecomte (Korea, Frankreich)
- Yuki & Nina von Nobuhiro Suwa und Hippolyte Girardot (Frankreich, Japan)

Kurzfilme
- Apollo von Felix Gönnert (Deutschland)
- Avós (Grandmothers) von Michael Wahrmann (Brasilien)
- Burviga diena (Wonderful Day) von Nils Skapans (Lettland)
- Derewo Detstwa (Childhood Mystery Tree) von Natalia Mirsojan (Russland)
- Drona & ik (Drona & me) von Catherine van Campen (Niederlande)
- Fløjteløs (Whistleless) von Siri Melchior (Dänemark, Vereinigtes Königreich, Schweden)
- Franswa Sharl von Hannah Hilliard (Australien)
- I-Do-Air von Martina Amati (Vereinigtes Königreich)
- Indigo von Jack Price (Vereinigtes Königreich)
- Jacco’s Film von Daan Bakker (Niederlande)
- Kozya Hatka (Goat’s House) von Marina Karpowa (Russland)
- Masala Mama von Michael Kam (Singapur)
- Munaralli (The Egg Race) von Kaisa Penttilä (Finnland)
- Sinna Mann (Angry Man) von Anita Killi (Norwegen)
- Sol skin (Sun shine) von Alice de Champfleury (Dänemark)
- The Six Dollar Fifty Man von Mark Albiston und Louis Sutherland (Neuseeland)

#### Generation 14plus
Spielfilme:
- Bran Nue Dae von Rachel Perkins (Australien)
- Dooman River von Zhang Lu (Korea, Frankreich)
- Gentlemen Broncos von Jared Hess (Vereinigte Staaten)
- Joy von Mijke de Jong (Niederlande)
- Neukölln Unlimited von Agostino Imondi und Dietmar Ratsch (Deutschland)
- Les Nuits de Sister Welsh (Sister Welsh’s Nights) von Jean-Claude Janer (Frankreich)
- Os famosos e os duendes da morte (The Famous And The Dead) von Esmir Filho (Brasilien, Frankreich)
- Retratos en un mar de mentiras (Portraits In A Sea Of Lies) von Carlos Gaviria (Kolumbien)
- Road, Movie von Dev Benegal (Indien, Vereinigte Staaten) (Eröffnungsfilm)
- Sebbe von Babak Najafi (Schweden)
- Summer Wars von Mamoru Hosoda (Japan)
- Te extraño (I Miss You) von Fabián Hofman (Mexiko, Argentinien)
- Vihir (The Well) von Umesh Vinayak Kulkarni (Indien)
- Youth in Revolt von Miguel Arteta (Vereinigte Staaten)

Kurzfilme:
- Älä kuiskaa ystävän suuhun (Whispering in a Friend’s Mouth) von Hannaleena Hauru (Finnland)
- Az Bad Beporsid (Ask The Wind) von Batin Ghobadi (Iran)
- Corduroy von Hugh O’Conor (Irland)
- I’m Here von Spike Jonze (Vereinigte Staaten)
- Juzipi de wendu (The Warmth Of Orange Peel) von Huang Ji (China)
- Megaheavy von Fenar Ahmad (Dänemark)
- Mi otra mitad (My Other Half) von Beatriz M. Sanchís (Spanien)
- Ønskebørn (Out of Love) von Birgitte Stærmose (Dänemark)
- Poi Dogs von Joel Moffett (Vereinigte Staaten)
- Redemption von Katie Wolfe (Neuseeland)
- Siemiany von Philip James McGoldrick (Belgien)
- Zero von Leo Woodhead (Neuseeland)

### Retrospektive und Hommage
Seit 1977 werden in Zusammenarbeit mit der Deutschen Kinemathek filmhistorische Retrospektiven auf der Berlinale gezeigt. 2010 wurde die Retrospektive unter dem Titel Play It Again …! von dem britischen Autor und Filmkritiker David Thomson zusammengestellt. Diese umfasste circa 40 Filme aus sechs Jahrzehnten, darunter Werke aus dem Internationalen Wettbewerb sowie den Sektionen Forum, Panorama und Generation. Diese wurden im Cinemaxx Berlin-Potsdamer Platz und Zeughauskino aufgeführt. Begleitend zur Reihe erschien ein deutsch-englischsprachiges Buch von Thomson mit einleitenden Essays.
Zu den ausgewählten Filmen zählten unter anderem:
- Die durch die Hölle gehen von Michael Cimino (1978)
- Einmal wirklich leben von Akira Kurosawa (1952)
- Fräulein Julie von Alf Sjöberg (1951)
- Im Reich der Sinne von Nagisa Ōshima (1976)
- In der weißen Stadt von Alain Tanner (1983)
- Lebenszeichen von Werner Herzog (1968)
- Magnolia von Paul Thomas Anderson (1999)
- Rotes Kornfeld von Zhang Yimou (1987)
- Der Traum von Niels Arden Oplev (2006)
- Der verbotene Christus von Curzio Malaparte (1951)

Zwei Werkschauen („Hommagen“) widmeten sich dem Schaffen von Hanna Schygulla und Wolfgang Kohlhaase, die 2010 mit dem Goldenen Ehrenbären für ihr Lebenswerk ausgezeichnet wurden.

### Berlinale Shorts
Im offiziellen Kurzfilmwettbewerb waren 26 Filme aus 15 Ländern vertreten. Wie im Internationalen Wettbewerb wurden auch im Rahmen der Berlinale Shorts Goldene und Silberne Bären durch eine internationale Jury vergeben. Diese bestand 2010 aus der brasilianischen Festivalleiterin und Produzentin Zita Carvalhosa, Max Dax, Autor und Chefredakteur der deutschen Popkultur-Zeitschrift Spex sowie der polnische Regisseur Xawery Żuławski, Sohn von Andrzej Żuławski. Darüber hinaus vergibt die Jury die Nominierung für den besten europäischen Kurzfilm (Prix EFA) und ein Stipendium in Berlin.
Der japanische Beitrag Akai Mori no Uta von Akihito Izuhara wurde außer Konkurrenz gezeigt. Den Goldenen Bären für den besten Kurzfilm gewann der schwedische Beitrag Händelse Vid Bank von Ruben Östlund. Die Geschichte um 96 Darsteller, die einen gescheiterten Banküberfall inszenieren, wurde von der Jury für ihre perfekten Dialoge und die mit Humor dargestellte Menschlichkeit gelobt. Den Silbernen Bären erhielt Hayerida von Shai Miedzinski aus Israel. Das Stipendium des DAAD Künstlerprogramms in Berlin ging an Adrian Sitaru (Colivia), die Nominierung für den europäischen Kurzfilmpreis an die Belgierin Natalie Teirlinck (Venus vs Me).
Ergänzt wurde die Reihe durch die zweiteilige Retrospektive Play It … Short!, die insgesamt 12 Kurzfilme von deutschsprachigen Filmemacherinnen umfasste.
Kurzfilmwettbewerb
- 5 Lessons and 9 Questions about Chinatown von Shelly Silver (Vereinigte Staaten, 10 min)
- 12 Jahre von Daniel Nocke (Deutschland, 4 min)
- Akai Mori no Uta von Akihito Izuhara (Japan, 6 min) – außer Konkurrenz
- Aramaki von Isamu Hirabayashi (Japan, 26 min)
- Colivia von Adrian Sitaru (Rumänien, 17 min)
- Deafness von Myroslaw Slaboschpyzkyj (Ukraine, 11 min)
- Derby von Paul Negoescu (Rumänien, 15 min)
- Geliebt von Jan Soldat (Deutschland, 15 min)
- Giardini di Luce von Davide Pepe und Lucia Pepe (Italien, 12 min)
- Händelse Vid Bank von Ruben Östlund (Schweden, 12 min)
- Hayerida von Shai Miedzinsi (Israel, 20 min)
- Ich muss mich künstlerisch gesehen regenerieren von Ute Schall und Christine Groß (Deutschland, 20 min)
- In the Air von Liza Johnson (Vereinigte Staaten, 22 min)
- Long Live the New Flesh von Nicolas Provost (Belgien, 15 min)
- Out in that Deep Blue Sea von Kazik Radwanski (Kanada, 16 min)
- Paradise Later von Ascan Breuer (Österreich, 13 min)
- A Perm von Lee Ran-hee (Korea, 19 min)
- Photos of God von Paul Wright (Vereinigtes Königreich, 28 min)
- El segundo Amanecer de la Ceguera von Mauricio Franco Tosso (Peru, 10 min)
- Suhaksihum von Jung Yumi (Korea, 2 min)
- The Tunnel von Jenna Bass (Südafrika, 25 min)
- Tussilago von Jonas Odell (Schweden, 15 min)
- Unplay von Joanna Rytel (Schweden, 6 min)
- Venus vs Me von Nathalie Teirlinck (Belgien, 26 min)
- Wo ich bin ist oben von Bettina Schoeller (Deutschland, 18 min)
- Zuti mjesec von Zvonimir Juric (Kroatien, 16 min)

Retrospektive
- Annie von Monika Treut (1990, 10 min)
- Der Anschlag von Pia Frankenberg (1983, 11 min)
- Aus Berichten der Wach- und Patrouillendienste – Nr. 1 von Helke Sander (1985, 10 min)
- Camilla Horn sieht sich als Gretchen in Murnaus Stummfilm FAUST von Hedda Rinneberg und Hans Sachs (1982, 16 min)
- Chloé von Angie Welz-Rommel (1985, 8 min)
- Geschichten vom Kübelkind, Episode 17: „Niedrig gilt das Geld auf dieser Erde“ von Ula Stöckl (1971, 17 min)
- Die Lösung von Sieglinde Hamacher (1989, 4 min)
- Ortsfremd … wohnhaft vormals Mainzer Landstraße von Hedda Rinneberg und Hans Sachs (1971, 12 min)
- Parachute von Sabine Eckhard (1986, 13 min)
- Soldaten, Soldaten von Elfi Mikesch (1994, 14 min)
- SSZZZTTT von Wilma Kottusch (1986, 10 min)
- Zum Glück gibt’s kein Patent von Monika Funke-Stern (1985, 15 min)

## Filme und Programme außerhalb des Wettbewerbs

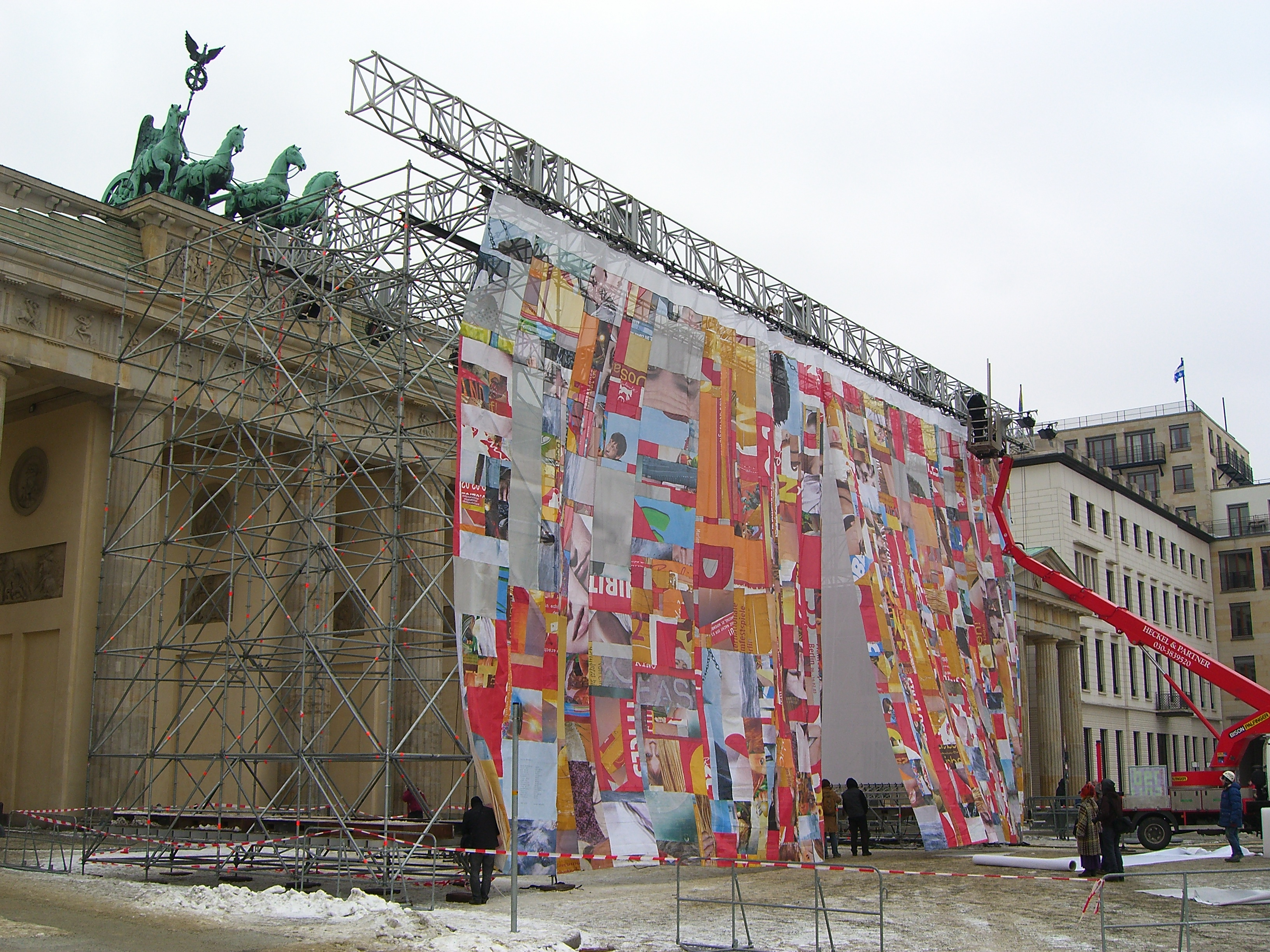
Open-Air-Übertragung zur Premiere von Metropolis nahmen über 2000 Besucher teil.

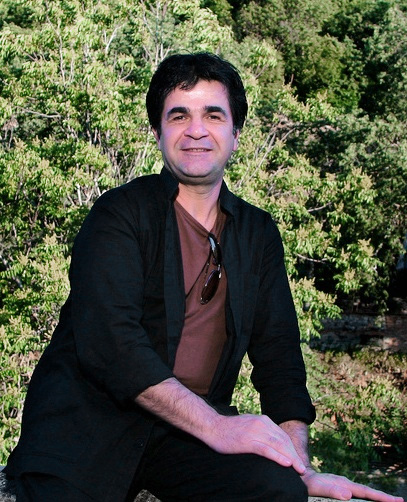
Dem renommierten iranischen Regisseur Jafar Panahi blieb die Reise zur Berlinale verwehrt.

Neben der Wettbewerbsjury gab es eine internationale Jury, die das beste Regiedebüt auszeichnen wird. Aus allen Sektionen beurteilten der deutsche Regisseur Michael Verhoeven, der US-amerikanische Schauspieler Ben Foster und die malaysische Produzentin Lorna Tee die Erstlingswerke. Das Preisgeld betrug 50.000 Euro, das sich Regisseur und Produzent teilten.
Im Rahmen der Filmfestspiele fand zum achten Mal der Berlinale Talent Campus statt, eine jährliche Initiative zur Nachwuchsförderung. 4773 Bewerbungen aus 145 Ländern wurden eingereicht. 350 Filmschaffende nahmen vom 13. bis 18. Februar 2010 während der Berlinale an sechs Veranstaltungen im Hebbel-Theater am Ufer teil. Im Rahmen des Berlin Today Award wurden fünf Kurzfilme zum Thema „Straight to Cinema“ uraufgeführt. Der Jury saß der britische Filmregisseur Stephen Daldry vor. Nachwuchskomponisten bzw. -Sound-Designer hatten im Rahmen des Score Competition die Möglichkeit, neue Filmmusik zu einem vorgegebenen Kurzfilm zu entwickeln und gemeinsam mit dem Deutschen Filmorchester Babelsberg einzuspielen. Als Mentor wurde der französische Filmkomponist Alexandre Desplat bestimmt.
Am 12. Februar feierte im Rahmen einer Galavorstellung im Berliner Friedrichstadtpalast sowie zeitgleich in der Alten Oper in Frankfurt am Main die rekonstruierte Fassung von Fritz Langs Metropolis (1927) Premiere. Die Erstaufführung aus dem Friedrichstadtpalast wurde live auf ARTE und öffentlich auf einer Leinwand am Brandenburger Tor übertragen. Große Teile des Films (ca. 30 min) galten als verschollen, ehe 2008 in Buenos Aires ein 16-mm-Duplikat-Negativ entdeckt wurde. Damit konnten fehlende 25 Minuten ergänzt werden. Zu der Vorführung wurde die vollständige Filmmusik von Gottfried Huppertz live aufgeführt. Metropolis war 2001 ins Weltdokumentenerbe in Deutschland aufgenommen worden. Mit dieser Erstaufführung begann die Filmreihe Berlinale Special. Weitere Filme in dieser Reihe waren unter anderem: Boxhagener Platz von Matti Geschonneck, Cosa voglio di piu von Silvio Soldini, Die Friseuse von Doris Dörrie, Henri 4 von Jo Baier, Tanzträume – ein Dokumentarfilm über Pina Bausch, Moloch Tropical von Raoul Peck und Nine von Rob Marshall. Rob Marshalls Musicalverfilmung Nine wurde als Galavorstellung zum 60. Jubiläum der Berlinale im Friedrichstadtpalast präsentiert. Außerdem wurde in dieser Reihe die Uraufführung der restaurierten Fassung von Welt am Draht von Rainer Werner Fassbinder gezeigt.
Am 12. Februar wurde im Beisein von Bürgermeister Klaus Wowereit, Dieter Kosslick und Rainer Rother der erste Stern auf dem geplanten Boulevard der Stars vor dem Filmmuseum am Potsdamer Platz enthüllt, der in Anlehnung an den bekannten Hollywood Walk of Fame deutschsprachige Filmschaffende ehren soll. Den ersten Stern wurde Marlene Dietrich gewidmet. Der Stern ist 48 Zentimeter groß und aus Messing, in dem Name, Lebensdaten und Autogramm eingraviert sind. Dieser wird nur für zwei Wochen in den rot gefärbten Asphalt eingelassen, daraufhin sollen die eigentlichen Bauarbeiten beginnen. Die Eröffnung mit 40 Sternen fand im September 2010 statt.
Vom 12. bis 15. Februar wurde am Brandenburger Tor die Kunstinstallation Vorhang auf – The Curtain! gezeigt. Diese bestand aus einem 300 m² großen Kinovorhang aus recycleten Materialien zum Thema Film, den die koreanischstämmige Amerikanerin Christina Kim kreierte. Ähnlich der seit 2004 bei den Filmfestspielen von Cannes ausgerichteten Cannes fait le mur wurde Ende Januar 2010 mit der Starparade eine Fotoausstellung im Berliner Stadtbild installiert. Diese zeigten großformatige Porträts von Filmschaffenden (unter anderem Cate Blanchett, George Clooney, Nina Hoss, Gong Li und Kate Winslet), die seit 2003 der Fotograf Gerhard Kassner während der Berlinale aufgenommen hatte.
Zum 60. Jubiläum der Berlinale wurden unter dem Titel Berlinale goes Kiez vom 12. bis 21. Februar jeweils zwei Filme aus den unterschiedlichen Sektionen der Filmfestspiele in zehn Berliner Programmkinos gezeigt.
Für Aufsehen in den Medien sorgte am 16. Februar das unfreiwillige Fernbleiben Jafar Panahis. Der renommierte iranische Regisseur, Gewinner des Goldenen Löwen und des Silbernen Bären, war als Ehrengast zur Berlinale eingeladen worden, wo er im Rahmen des World Cinema Fund Day an einer Diskussion zum Thema „Iranisches Kino: Gegenwart und Zukunft, Erwartungen innerhalb und außerhalb des Landes“ hatte teilnehmen wollen. Die Ausreise aus seinem Heimatland wurde Panahi jedoch verwehrt. Er war in Nader Davoodis kritischen Dokumentarfilm Red, white & The Green aufgetreten, der in der Berlinale-Reihe Panorama Dokumente gezeigt wurde und die Hoffnung der iranischen Intellektuellen, Jugend und Frauen auf einen politischen Wechsel deutlich machte.
Am 19. Februar wurde während der Berlinale zum 24. Mal der Teddy Award verliehen. Bereits Anfang Januar 2010 war der Filmemacher Werner Schroeter als Preisträger des Special Teddy bekannt gegeben worden. Eine Hommage widmete sich dem Musiker Rio Reiser (1950–1996).
Parallel zum Festival fand der European Film Market (EFM) statt, ein Handelsplatz für Produzenten, Verleiher, Filmeinkäufer und Co-Produktionsagenten und traditionell der erste internationale Filmmarkt des Jahres. Als Tagungsort diente der Martin-Gropius-Bau und das Marriott Hotel am Potsdamer Platz. Erwartet wurden Aussteller aus 48 Ländern.
Im Rahmen der Shooting-Star-Initiative der European Film Promotion (EFP) wurden zum 13. Mal europäische Nachwuchsdarsteller ausgezeichnet, darunter die polnische Schauspielerin Agata Buzek und die Kroatin Zrinka Cvitešić, die im Wettbewerbsfilm Na Putu vertreten war. Erstmals seit der Einführung der Initiative im Jahr 1998 war kein Schauspieler aus dem deutschsprachigen Raum vertreten.